# Dürnitz (Wüstung)
Dürnitz (auch Dürrnitz, Durtzen) ist eine Wüstung auf der Gemarkung der unterfränkischen Gemeinde Castell. Das Dorf wurde wohl im 14. Jahrhundert aufgegeben. Die Gründe sind unklar.

## Geografische Lage
Das Dorf befand sich auf 454 m inmitten des Steigerwaldes im sogenannten Saalwald, etwa 3,5 Kilometer östlich des Hauptortes Castell im äußersten Nordosten des Gemeindegebietes. Wegen seiner hohen Lage war es den klimatischen Einflüssen weit stärker ausgeliefert, als die Dörfer unterhalb der Steigerwaldschwelle. Ein kleiner Weiher befindet sich noch heute auf der ehemaligen Dorfflur. Die ehemalige Flur wird als „Dörnertsberg“ bezeichnet.

## Geschichte
Die Namensbedeutung der Siedlung Dürnitz, wird von der Forschung als „Saal“ oder „Herberge“ gedeutet. Er hatte seinen Ursprung im slawischen Wort dorniza, was beheizbare Speisestube bedeutet. Im Jahr 1313 tauchte das Dorf erstmals in den Quellen auf. Zu diesem Zeitpunkt erwarb das Bamberger Kloster Michelsberg einige Güter im Dorf von den Herren von Vestenberg. 1374 gab es zwischen Fritz Hilprant von Volkach und Hans von Wiesenbronn einen Rechtsstreit über die Besitzungen im Dorf. Genaue Schilderungen über Größe und Zugehörigkeit des Ortes fehlen allerdings.
Bereits vor 1399 muss das Dorf Wüstung gewesen sein. Dennoch erfolgte noch in den Jahren 1408 und 1420 eine Besteuerung der Grundstücke im alten Dorf. So erwähnte man 1420 in einer Urkunde „Durtzen, die Wisen...Sua. zu Durtzen XVII Pfunt“. Erst im Jahr 1445 veränderte man die Besteuerung. Nun zinsten die Einwohner von Castell und Greuth, die Besitz auf dem Gebiet von Dürrnitz hatten, in ihren jeweiligen Wohnorten.
Eine Würzburger Beschreibung nennt Dürnitz 1548 „vor Zeyten ein dorfflein (...) aber jetzo ain Wüstung (...).“ Wahrscheinlich setzte eine Siedlungskonzentration im Steigerwaldvorland ein, die höhergelegenen Dörfer wurden verlassen und ihre Felder aus dem Exil weiter bewirtschaftet. Untertägig haben sich heute noch mehrere Terrassenäcker des ehemaligen Dorfes erhalten. Drei Dämme weisen auf frühere Teichanlagen hin.

## Sage
Ähnlich wie im benachbarten Castell und in Friedrichsberg existiert für das Gebiet von Dürnitz eine Sage über das sogenannte Sulzemännle, das Wanderer im Steigerwald in die Irre führen soll. Hier ist der Ausgangspunkt der Sage zu verorten.
Das Dorf Dürnitz soll demnach bei einem Überfall von Räubern niedergebrannt worden sein. Lediglich ein altes Ehepaar überlebte die Verheerung und lebten weiter in den Trümmern des ehemaligen Dorfes. Sie sorgten außerdem für ihr Enkelkind, die Eltern waren bei dem Überfall ums Leben gekommen. Der Raubzug hatte dem alten Mann auch deutlich gemacht, was von anderen Menschen zu erwarten sei und so wollten sie das Kind in der Abgeschiedenheit ohne andere Menschen großziehen.
Sie streiften abwechselnd durch den Steigerwald und wenn sie auf Wanderer stießen, die auf ihre Behausung treffen konnten, lockten sie sie weit weg von ihrem Versteck. Niemand entdeckte das verlassene Dorf und das Kind in der Obhut ihrer Großeltern ungestört auf. Der Plan des alten Mannes wurde draußen zur Legende und man taufte ihn „Sulzemännle“, nach dem Waldstück, in dem er sein Unwesen trieb.